# Ophiothrix simplex
Ophiothrix simplex är en ormstjärneart som beskrevs av Jean Baptiste François René Koehler 1905. Ophiothrix simplex ingår i släktet Ophiothrix och familjen Ophiothrichidae. Inga underarter finns listade i Catalogue of Life.